# Dominikus Fleischmann
Dominikus Fleischmann (* 3. Oktober 1714 in Berching als Josef Franz Ernst Fleischmann; † 27. Januar 1792) war ein Benediktinermönch und 48. Abt des Klosters Plankstetten.

## Leben

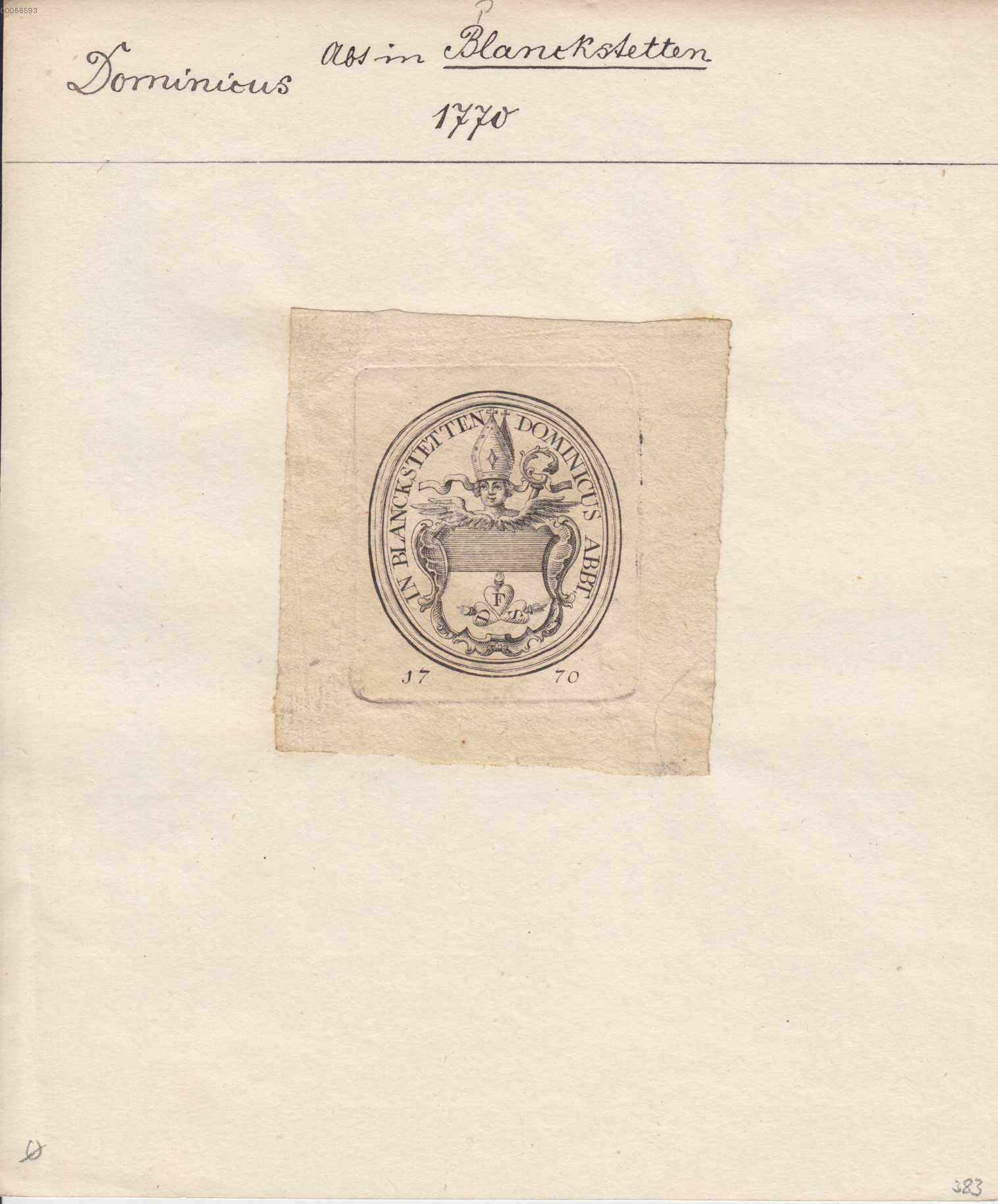
Ex libris von Abt Dominicus

Fleischmann wurde als Sohn eines Kupferschmiedes geboren.  Er besuchte das Jesuitengymnasium Neuburg an der Donau (1729 Syntax minor, 1730 Syntax maior, 1731 Studium der Poetik, 1732 Studium der Rhetorik).  1733 begann er ein Studium der Logik in Ingolstadt. Seine Profess legte er 1737 ab. Es folgte ein Theologiestudium in Rott am Inn und in Regensburg. Seine Primiz hatte er am 7. August 1740 und wirkte danach als Kooperator in Plankstetten, Lektor der Theologie und Prior. Am 23. Mai 1757 wurde er zum Nachfolger von Abt Maurus Xaverius Herbst gewählt.